# 花友禅
『花友禅』（はなゆうぜん）は、1991年4月1日から1991年9月27日までの月曜日 - 金曜日に放送された、よみうりテレビ・宝塚映像制作の帯ドラマ（朝の連続ドラマ）である。

## キャスト
- 星瑤子（現・ようこ）
- 四禮正明
- 山下規介
- 山口崇
- 三ツ矢歌子
- 秋本奈緒美
- 川津祐介
- 岩本多代
- 速水亮
- 正司歌江
- 長内美那子
- 小泉博
- 志乃原良子

## スタッフ
- 脚本:布勢博一、上條逸雄、林千代、大前玲子
- 演出:吉田憲二、高野昭二、松森健、藤井裕也
- 音楽:丸谷晴彦

## 主題歌
- 「輝く朝に 〜ABRAXAS〜」作詞・作曲：細坪基佳、唄：ふきのとう（Sony Records）

| よみうりテレビ 朝の連続ドラマ | よみうりテレビ 朝の連続ドラマ | よみうりテレビ 朝の連続ドラマ |
| 前番組                        | 番組名                        | 次番組                        |
| ----------------------------- | ----------------------------- | ----------------------------- |
| いのち草                      | 花友禅                        | 華の宴                        |